# سد انحرافی الوند
سد انحرافی الوند، یک سد انحرافی در شهرستان قصر شیرین در استان کرمانشاه است. این سد در سال ۱۳۳۷ ساخته شده‌است.

## مشخصات
سد الوند در ۱۰ کیلومتری شهر قصر شیرین از نوع سدهای انحرافی بود که مطالعات آن از سال ۱۳۳۲ آغاز شده و عملیات ساخت سد در اواخر سال ۱۳۳۶ آغاز شده و در سال ۱۳۳۷ به پایان رسید. این سد پس از سد انحرافی روانسر دومین سد استان کرمانشاه و نیز دومین سد انحرافی این استان بود.
طول تاج سد انحرافی قصر شیرین ۳۲ متر و ارتفاع آن از پی ۱/۸ متر است. این سد ۴۶۰ هکتار زمین را زیر کشت برده‌است و آب آشامیدنی شهر قصر شیرین نیز از این سد تأمین می‌شود. عرض کانال آبگیر این سد ۴/۸ متر و شامل دو دههٔ با دریچهٔ فلزی است. کانالی به طول ۹ کیلومتر آب این سد را به شهر قصر شیرین و زمین‌های کشاورزی می‌رساند. برای این سد در حدود ۵۰ ساختمان از قبیل پل، تونل، آکدوک، دیوار محافظ و دهانهٔ آبگیر ساخته شده‌است.
ساخت این سد سبب شد تا شهر قصر شیرین از آب لوله‌کشی برخوردار شود. تا پیش از ساخت این سد آب قصر شیرین با دلو و مشک تأمین می‌شد و اهالی شهر برای تهیهٔ آب آشامیدنی در مضیقه بودند.